# Мізоцька волость
Мізоцька волость — історична адміністративно-територіальна одиниця Дубенського повіту Волинської губернії Російської імперії. Волосний центр — містечко Мізоч.
Станом на 1885 рік складалася з 12 поселень, 16 сільських громад. Населення — 7057 осіб (3572 чоловічої статі та 3485 — жіночої), 795 дворових господарств.
|                     | Площа, десятин | У тому числі орної, дес. |
| ------------------- | -------------- | ------------------------ |
| Сільських громад    | 8074           | 5340                     |
| Приватної власності | 4123           | 2876                     |
| Казенної власності  | 1765           | 37                       |
| Іншої власності     | 436            | 253                      |
| Загалом             | 14398          | 8506                     |

Основні поселення волості:
- Мізоч - колишнє власницьке містечко за 30 верст від повітового міста, 795 осіб, 71 двір; волосне правління, православна церква, костел, синагога, 2 єврейських молитовних будинки, школа, 10 постоялих дворів, трактир, 5 постоялих будинків, базар по неділях, 12 ярмарок, водяний млин, пивоварний завод. За 1 версту - цегельний та бурякоцукровий завод. За 8 верст - Дерманський чоловчий монастир з 2 праввославними церквами, духовним училищем, водяним млином.
- Білашів - колишнє власницьке село при ключах, 834 особи, 97 дворів, православна церква, постоялий будинок.
- Дермань - колишнє державне і власницьке село при ключах, 2355 осіб, 318 дворів, православна церква, школа, постоялий будинок.
- Кунин- колишнє державне і власницьке село при ключах, 577 осіб, 76 дворів, православна церква, 2 постоялих будинки.
- Спасів - колишнє державне село при ключах, 365 осіб, 59 дворів, православна церква, постоялий будинок.
- Уїздці - колишнє власницьке село, 351 особа, 55 дворів, православна церква, постоялий будинок, водяний млин.
- Цурків- колишнє власницьке село при ключах, 205 осіб, 29 дворів, православна церква, постоялий будинок.